# Христо Ботев (стадион, Ботевград)
Вижте пояснителната страница за други значения на Стадион „Христо Ботев“.
„Христо Ботев“ е футболен стадион в Ботевград. Намира се в непосредствена близост до Арена Ботевград.
На него играе срещите си ФК „Балкан“.
Стадионът има капацитет от 8000 седящи места. Седалките са оцветени в клубните цветове на „Балкан“ – зелено и бяло. Използва се и за практикуване на лека атлетика, но е нужно построяването на лекоатлетическа зала.